# Sąjūdis-Platz

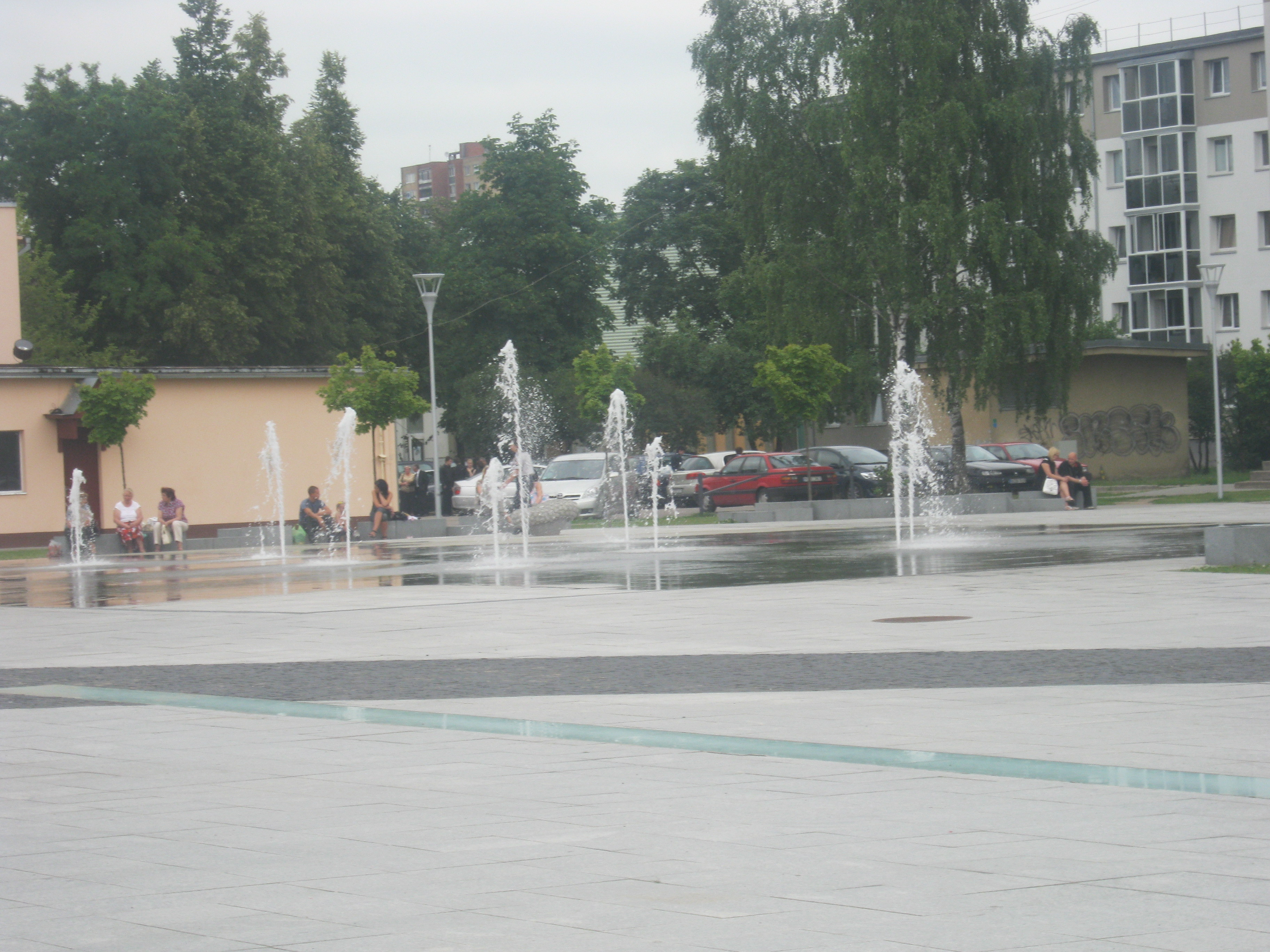
Sąjūdis-Platz in Jonava

Der Sąjūdis-Platz Jonava (lit. Jonavos Sąjūdžio aikštė) ist ein Platz im Zentrum der litauischen Mittelstadt Jonava, im Bezirk Kaunas, an der Jeronimas-Ralys-Straße. Am Platz befindet sich eine Bushaltestelle. Bis 1960 wurde der Ort mit kleinen Häusern bebaut. Von  1960 bis 1970 baute man einige Hochhäuser. 2007 wurde der Platz erneuert und nach Sąjūdis, der litauischen Freiheitsbewegung, umbenannt. Ein Springbrunnen wurde eingerichtet. Er wurde mit dem Santarvės-Platz Jonava mit der EU-Unterstützung im Wert von zwei Millionen Euro rekonstruiert.